# The tale of the warlock
The tale of the warlock is een studioalbum van Gert Emmens.
Hij nam het album op in de periode van oktober 2005 tot juni 2006, waarna Ron Boots de opnamen gereedmaakte voor de compact disc op zijn platenlabel Groove Unlimited. Emmens brengt het eind van het leven van een tovenaar in beeld, die naar zijn geboortegrond terugkeert en moet strijden met zijn rivaal. Hij wint, raakt gewond en laat uiteindelijk teruggetrokken het leven. Emmens verklankt het middels elektronische muziek in de stijl van de Hollandse School, lange lijnen ondersteund door sequencers.

## Musici
- Gert Emmens – synthesizers, elektronica

## Muziek
| Nr. | Titel                                                    | Duur  |
| --- | -------------------------------------------------------- | ----- |
| 1.  | The warlock returns                                      | 10:33 |
| 2.  | Warlock meets the young princess                         | 16:24 |
| 3.  | Myths and legends as told by the storyteller             | 13:45 |
| 4.  | The dream that came true                                 | 3:47  |
| 5.  | The confrontation: Warlock versus the Wizard of the dark | 17:17 |
| 6.  | Ghosts calling from yonder                               | 11:20 |
| 7.  | Warlock's death                                          | 5:11  |